# Aeroporto de Milão-Malpensa
O Aeroporto de Milão-Malpensa (IATA: MXP, ICAO: LIMC) é um aeródromo italiano localizado na comuna de Ferno (sede civil), na província de Varese, a aproximadamente 50 km a noroeste do centro de Milão, no norte do país. É um dos três aeroportos internacionais na região de Milão.

## Descrição
O aeroporto está ligado com Milão pela autoestrada de Milano-Varese assim como pelo trem "Malpensa Express" que parte da estação de Milano Cadorna e demora cerca de 40 minutos. É também conectado ao Aeroporto Linate por um ônibus exclusivo e pelo transporte local de Milão. Ainda, Milão tem um terceiro aeroporto internacional, Orio al Serio, que é utilizado por companhias de baixo-custo.
Por Malpensa passaram mais de 23,8 milhões de passageiros em 2007, mais de 33 milhões se contados os passageiros de Linate, o segundo aeroporto de Milão, próximo ao centro e mais de 39 milhões se contar o Aeroporto de Orio al Serio. Até o início de 2008, o aeroporto de Malpensa permanecia com a o maior tráfego aéreo da Itália, junto com o Aeroporto Leonardo da Vinci, em Roma, em termos do total de passageiros. Como tráfego de passageiros em trânsito, ele é o segundo hub da Itália. É também o líder em tráfego aéreo de cargas da Itália. Malpensa serve uma população de 15 milhões de habitantes.
No final de 2007, a Alitalia anunciou o fechamento de suas grandes operações em Malpensa como um hub, por decidir focar-se no Aeroporto de Roma. Muitos voos ponto-a-ponto irão continuar entre Malpensa e diversos destinos na Europa, África e Ásia. Milão vai continuar apenas com três rotas de longa distância: Nova Iorque-JFK, Tóquio-Narita, e São Paulo-Guarulhos.
Malpensa tem dois terminais, T1 para tráfego comercial e T2 para frete e tráfego low-cost. O terminal T1 tem dois satélites: A - Nacional e Tráfego Europeu (área Schengen); B - Tráfego internacional (fora da área Schengen). O terceiro satélite (C) está em construção e uma terceira pista está sendo construída. Tem ainda um terminal de carga dedicado chamado "CargoCity" com mais de 410 000 toneladass de tráfego por ano.

## Tráfego
Ver a consulta original do Wikidata.
| Ano                 | Passageiros | Movimentação | Carga (tons) |
| ------------------- | ----------- | ------------ | ------------ |
| Jan-Ago 2008        | 13.650.511  | 153.007      | 301.370      |
| 2007                | 23.885.391  | 267.941      | 486.666      |
| 2006                | 21.767.267  | 247.456      | 419.128      |
| 2005                | 19.630.514  | 227.718      | 384.752      |
| 2004                | 18.554.874  | 218.048      | 361.237      |
| 2003                | 17.621.585  | 213.554      | 362.587      |
| 2002                | 17.441.250  | 214.886      | 328.241      |
| 2001                | 18.570.494  | 236.409      | 323.707      |
| 2000                | 20.716.815  | 249,107      | 301,045      |
| Fonte: Assaeroporti |             |              |              |

## Terminais e destinos

### Terminal 1-A
| Companhias                                         | Destinos |
| -------------------------------------------------- | --- |
| Aegean Airlines                                    | Atenas, Salónica |
| AirBaltic                                          | Riga |
| Air Alps                                           | Perúgia |
| Air Dolomiti                                       | Perúgia, Salerno |
| Air Europa                                         | Madri |
| Air France                                         | Paris |
| Air France operado pela HOP!                       | Bordeaux, Toulouse, Lyon, Bastia (sazonal) |
| Air France operado pela Airlinair                  | Lyon |
| Air Malta                                          | Malta |
| Alitalia                                           | Catânia |
| Alitalia                                           | Bari, Catânia, Roma, Palermo |
| Austrian Airlines                                  | Viena |
| Austrian Airlines operado por Tyrolean Airways     | Viena (Sazonal) |
| Brussels Airlines                                  | Bruxelas |
| Cabo Verde Airlines                                | Ilha do Sal |
| City                                               | Gotemburgo |
| Czech Airlines                                     | Praga |
| Elbafly                                            | Elba (Sazonal) |
| Europe Airpost                                     | Lourdes |
| Finnair                                            | Helsinque, Rovaniemi (Sazonal) |
| Germanwings                                        | Colônia, Hanôver |
| Iberia                                             | Madri |
| Icelandair                                         | Reykjavík (Sazonal) |
| KLM                                                | Amsterdã |
| LOT Polish Airlines                                | Varsóvia |
| Lufthansa                                          | Barcelona, Bari, Budapeste, Düsseldorf, Frankfurt, Lisboa, Madri, Nápoles, Paris |
| Lufthansa Regional operado pela Air Dolomiti       | Munique |
| Lufthansa Regional operado pela Eurowings          | Dusseldorf |
| Lufthansa Regional operado pela Lufhtansa Cityline | Hamburgo, Munique, Estugarda |
| Luxair                                             | Luxemburgo |
| Meridiana                                          | Fuerteventura, Tenerife |
| Mistral Air                                        | Pantelária |
| Neos                                               | Amsterdã, Brindisi, Cárpatos, Chania, Copenhague, Cós, Fuerteventura, Funchal, Heraclião, Ibiza, Lamezia Terme, Lisboa, Lourdes, Madri, Málaga, Míconos, Palma de Maiorca, Porto Santo, Rodes, Santorini, Sevilha, Escíatos, Tenerife |
| SAS                                                | Copenhague, Oslo |
| Swiss                                              | Zurique |
| TAP Portugal                                       | Lisboa, Porto |
| Twin Jet                                           | Marselha |
| Vueling Airlines                                   | Barcelona, Valência |

### Terminal 1-B
| Companhias                      | Destinos |
| ------------------------------- | --- |
| Aer Lingus                      | Dublim (Sazonal) |
| Aeroflot                        | Moscou |
| Air Algérie                     | Argel |
| Air China                       | Xangai |
| Air Italy                       | Cartagena das Índias, Fortaleza, Natal, Nosy Be, Recife |
| Air Mauritius                   | Port Louis |
| Air Moldova                     | Chisinau |
| Alitalia                        | Miami, Nova Iorque, Tóquio, Trípoli |
| Alitalia                        | Argel, Cairo, Istambul, Kiev, Moscou, Sófia, Tel Aviv, Tirana, Trípoli, Túnis |
| AMC Airlines                    | Sharm el-Sheikh |
| American Airlines               | Nova Iorque |
| Arkia                           | Tel Aviv |
| Atlas Blue                      | Marraquexe |
| Atlasjet                        | Antália |
| Azerbaijan Airlines             | Baku |
| Belavia                         | Minsque |
| Belle Air                       | Pristina, Tirana |
| Blue Panorama Airlines          | Bangkok, Buenos Aires, Cayo Largo, Havana, La Romana, Montego Bay, Phuket, Punta Cana, Roatán, Santa Clara, Varadero. |
| British Airways                 | Londres |
| Cathay Pacific                  | Hong Kong |
| Corendon Airlines               | Antália |
| Cyprus Airways                  | Larnaca, Roma |
| Delta Air Lines                 | Atlanta, Nova Iorque |
| EgyptAir                        | Cairo, Luxor, Sharm el-Sheikh |
| El Al                           | Tel Aviv |
| Emirates Airlines               | Dubai |
| Etihad Airways                  | Abu Dhabi |
| FlyBe                           | Birmingham, Manchester |
| Freebird Airlines               | Antália, Istambul |
| Iran Air                        | Teerã |
| Israir                          | Tel Aviv |
| Japan Airlines                  | Tóquio |
| Jet4you                         | Casablanca |
| Karthago                        | Djerba, Monastir |
| Korean Air                      | Seul |
| Latam Airlines                  | Santiago (Chile) e São Paulo (Guarulhos) |
| Libyan Airlines                 | Trípoli |
| Lufthansa                       | Bucareste, Londres |
| Lufthansa                       | Londres |
| Middle East Airlines            | Beirute |
| Mistral Air                     | Tel Aviv, Hurghada |
| Montenegro Airlines             | Podgorica |
| Neos                            | Agadir, Amã, Antália, Aqaba, Banjul, Boavista, Cairo, Cancún, Cap Skirring, Djerba, Dubai, Dublim, Havana, Holguín, Hurghada, La Romana, Larnaca, Mahé, Málaga, Malé, Marka, Marrakech, Marsa Alam, Mérida, Mersa Matruh, Mombasa, Montego Bay, Nosy Be, Pointe-à-Pitre, Punta Cana, Ras al Khaimah, Recife, Sal, Salvador, Saint John's, Samaná, Sharm el-Sheikh, Tel Aviv, Zanzibar |
| Nouvelair                       | Djerba, Monastir |
| Pakistan International Airlines | Lahore, Islamabad |
| Qatar Airways                   | Doha |
| Royal Air Maroc                 | Casablanca |
| Royal Jordanian                 | Amã |
| Rossiya                         | São Petersburgo |
| Saudi Arabian Airlines          | Jidá, Riad |
| Singapore Airlines              | Singapura |
| SriLankan Airlines              | Colombo |
| Star1 Airlines                  | Vilnius |
| SunExpress                      | Istanbul, Antália, Esmirna |
| Syrian Airlines                 | Damasco, Alepo |
| Thai Airways International      | Bangkok |
| Tunisair                        | Djerba, Monastir, Tozeur, Túnis |
| Turkish Airlines                | Istambul (Atatürk), Antália, Bodrum |
| Ukraine International Airlines  | Kiev, Lviv |
| Uzbekistan Airways              | Tashkent |

### Terminal 1-C
Terminal 1-C está sendo construído

### Terminal 2
| Companhias | Destinos |
| ---------- | --- |
| EasyJet    | Agadir, Amsterdam, Atenas, Barcelona, Bari, Berlim, Bordeaux, Brindisi, Bristol, Bruxelas, Bucareste, Casablanca, Cagliari, Catânia, Copenhague, Corfu, Dubrovnik (Sazonal), Edimburgo, Estocolmo, Heraclião, Ibiza, Lamezia Terme, Londres, Lisboa, Madri, Málaga, Malta, Marraquexe, Míconos, Nápoles, Olbia, Palermo, Palma de Maiorca, Paris, Porto, Praga, Rodes, Roma, Salónica, Santorini, Split, Sófia |